# Jacquemontia euricola
Jacquemontia euricola är en vindeväxtart som beskrevs av Henry Nicholas Ridley. Jacquemontia euricola ingår i släktet Jacquemontia och familjen vindeväxter. Inga underarter finns listade i Catalogue of Life.